# Паровоз типа Конфедерейшн
Паровоз типа Конфедерейшн был самым большим паровозом типа 2-4-2, использовавшимся на канадских железных дорогах.
Большинство локомотивов строились на заводах компаний Montreal Locomotive Works (MLW) в Монреале, Квебек, и Canadian Locomotive Works (CLW), Кингстон для Canadian National Railway (CNR).
Это был основной тип локомотивов, использовавшихся на Канадской национальной железной дороге с 1930-х по 1950-е годы.
Восемь паровозов этого типа находятся на консервации в депо железных дорог CNR и CPR.

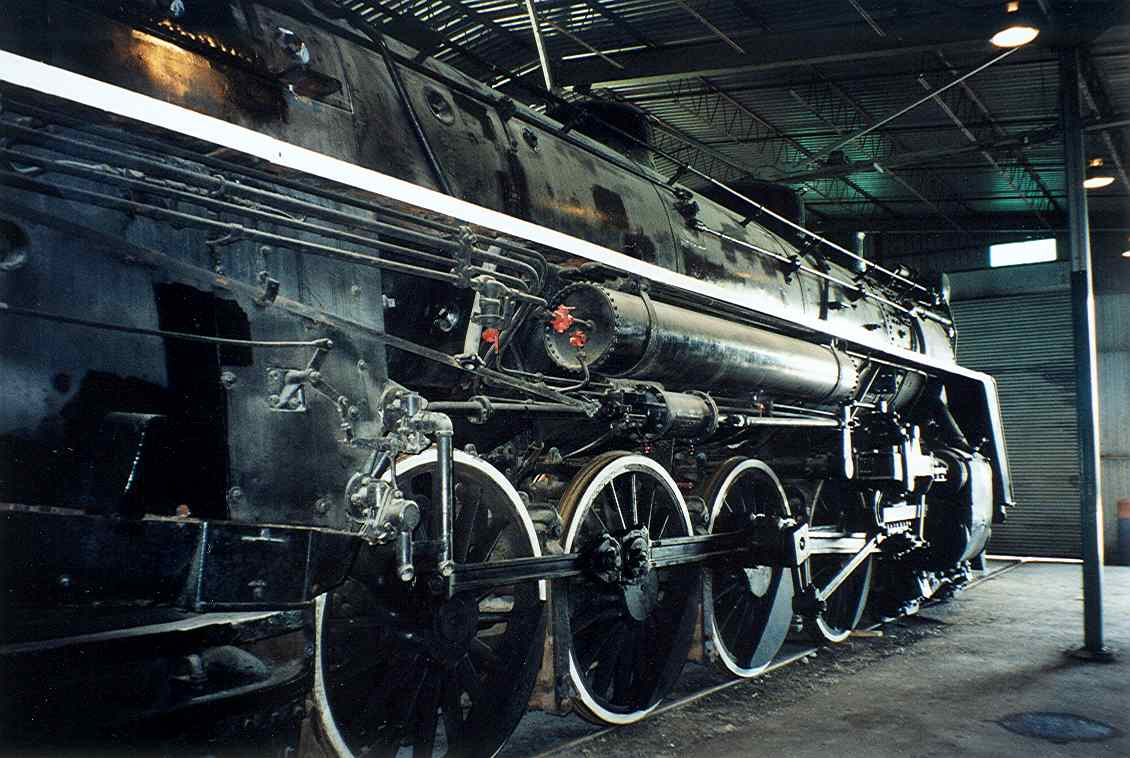
Паровоз CN 6153 в Канадском железнодорожном музее в Делсоне

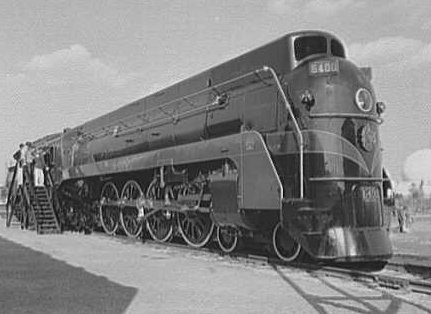
Паровоз CN 6400 на выставке «Парад железных дорог», Всемирная выставка 1939-го